# Carolina Ballet
La Carolina Ballet è una compagnia di balletto fondata nel 1997 che si esibisce principalmente a Raleigh, nella Carolina del Nord e in tutto lo stato. È stata in tournée a New York, in Ungheria e in Cina. Robert Weiss, il direttore artistico, ha ballato per George Balanchine per sedici anni al New York City Ballet e ha raggiunto il grado di ballerino principale. Lynne Taylor-Corbett è la coreografa ospite principale. Uno degli spettacoli più popolari della Carolina Ballet, Lo schiaccianoci, viene eseguito ogni anno. La Carolina Ballet ha attualmente circa 35 ballerini.

## Storia
Carolina Ballet, Inc. fu fondata nel 1984 come Raleigh Dance Theatre, Inc. da Ann Vorus, proprietaria del Raleigh Dance Theatre. Come società studentesca, il suo scopo era quello di fornire opportunità di esibirsi agli studenti della scuola. Nel corso di diversi anni, sia la scuola che la compagnia sono cresciute di reputazione e statura nella sua metamorfosi in Carolina Ballet Theatre, una compagnia regionale preprofessionale sotto la signora Vorus e il suo successore come direttrice artistica, Mary LeGere. Le esibizioni della compagnia iniziarono ad attirare l'attenzione dei critici della zona. Nell'autunno del 1993 l'avvocato di Raleigh Ward Purrington suggerì alla signora Vorus e al consiglio del Raleigh Dance Theater che la compagnia poteva aspirare allo status professionale. Le ricerche di mercato suggerirono che una presenza di compagnia di danza professionale nella regione del Triangolo non era solo necessaria, ma anche desiderata.
Robert Weiss, ex ballerino principale del New York City Ballet e passato direttore artistico della Pennsylvania Ballet, fu selezionato nell'aprile del 1997 come direttore artistico fondatore della nuova compagnia professionale, conosciuta come Carolina Ballet, Inc.

## Produzioni degne di nota
- Handel's Messiah, coreografia di Robert Weiss, anteprima nel 1998
- Beethoven, Janáček, J. Mark Scearce The Kreutzer Sonata, basato sul racconto di Tolstoy, 2000
- Carl Orff, Carmina Burana, coreografia di Lynne Taylor-Corbett, anteprima nel 2001
- Poulenc, Debussy, Chausson Monet Impressions, 2006
- Paul Moravec, Tempest Fantasy, basato su La tempesta di William Shakespeare, 2007
- Robert Weiss, "Cinderella," musica di Karl Moraski

## Danzatori
Dancers of the Carolina Ballet, as of April 2016:

### Principali
- Jan Burkhard
- Lilyan Vigo Ellis

- Richard Krusch
- Marcelo Martinez
- Lara O'Brien

- Pablo Javier Perez
- Margaret Severin-Hansen

### Solisti
- Oliver Béres
- Adam Crawford Chavis
- Alicia Fabry

- Randi Osetek
- Alyssa Pilger
- Lindsay Purrington
- Sokvannara Sar

- Adam Schiffer
- Yevgeny Shlapko
- Nikolai Smirnov